# Galium desereticum
Galium desereticum är en måreväxtart som beskrevs av Lauramay Tinsley Dempster och Friedrich Ehrendorfer. Galium desereticum ingår i släktet måror, och familjen måreväxter. Inga underarter finns listade i Catalogue of Life.